# Malpighia nummulariifolia
Malpighia nummulariifolia är en tvåhjärtbladig växtart. Malpighia nummulariifolia ingår i släktet Malpighia och familjen Malpighiaceae.

## Underarter
Arten delas in i följande underarter:
- M. n. arroyensis
- M. n. camagueyensis
- M. n. clarensis
- M. n. holguinensis
- M. n. nummulariifolia
- M. n. spirituensis